# Ma Zengyu
Ma Zengyu (7 de maio de 1983) é uma basquetebolista profissional chinesa.

## Carreira
Ma Zengyu integrou a Seleção Chinesa de Basquetebol Feminino, em Londres 2012 que terminou na sexta colocação. 